# АКСМ-84300M
АКСМ-84300M (также БКМ-84300M) — низкопольный трёхсекционный трамвай, производящийся белорусским заводом Белкоммунмаш. Предназначен для эксплуатации на трамвайных линиях с шириной колеи 1524 мм. Вагон с двумя моторными и одной поддерживающей тележкой и электронной системой управления на IGBT-модулях тяговыми электродвигателями переменного тока выпускается в одно- и двухсторонней модификациях. Модель была снята с производства в связи с началом выпуска обновлённой 845-й модели.
В СНГ это первый доведённый до серии и штатной эксплуатации современный трёхсекционный низкопольный трамвай.

## Конструкция
- модульная конструкция кузова;
- современный дизайн;

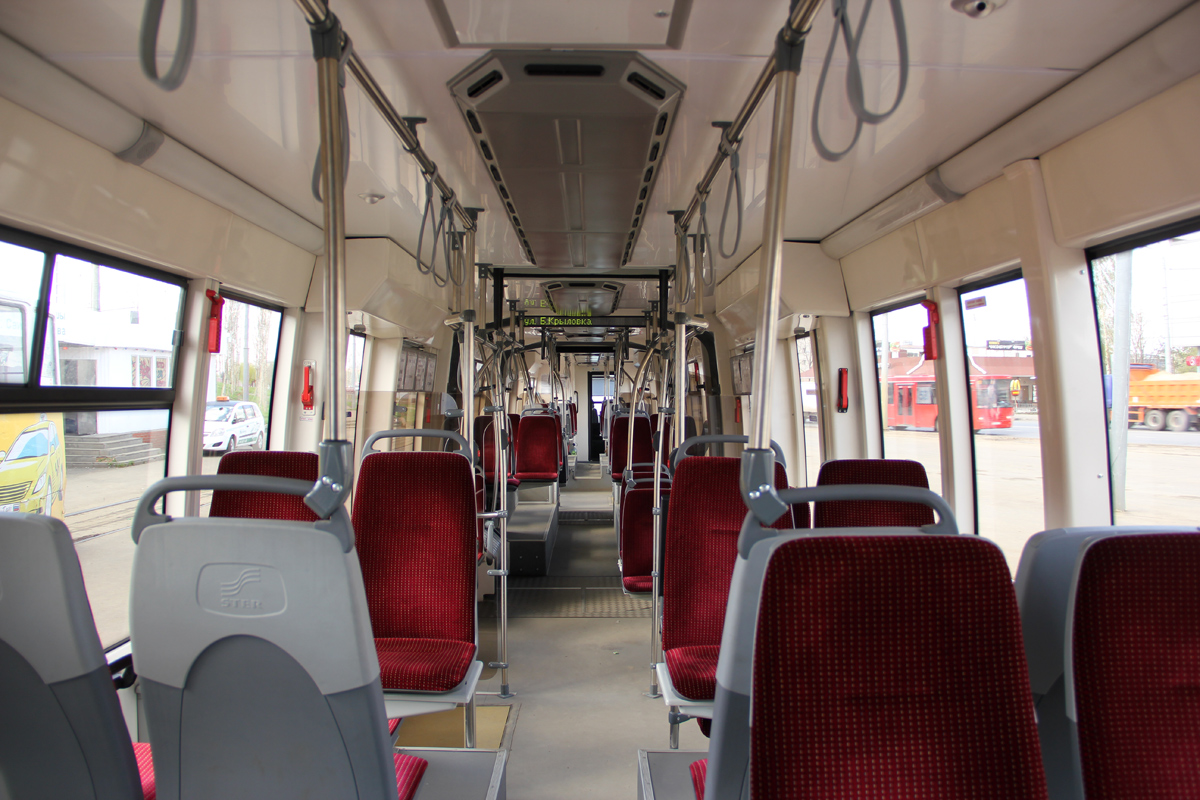
Пассажирский салон

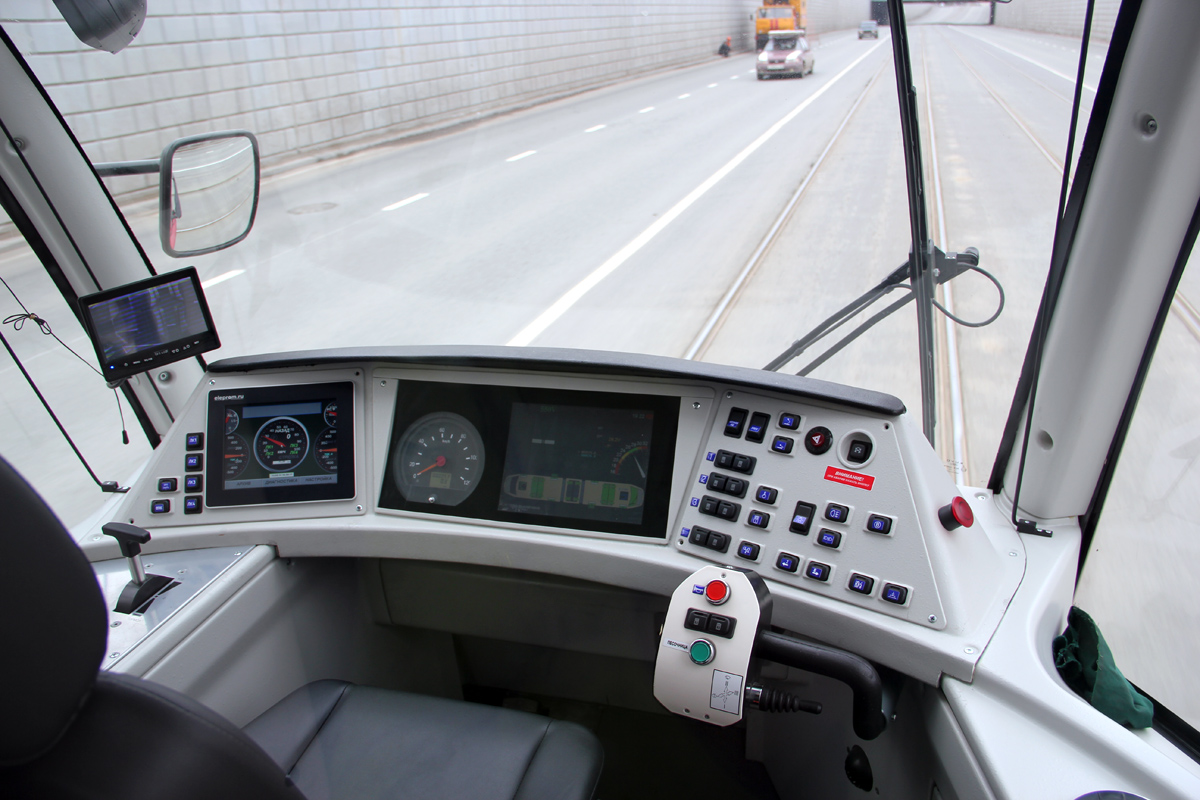
Кабина водителя

- наружная обшивка из композитных материалов;
- низкий уровень пола составляет 80 % площади салона;
- комплектующие для тележек ведущих фирм Германии;
- гидравлическая тормозная система фирмы Knorr-Bremse, Германия;
- тяговые электродвигатели фирмы VEM, Германия;
- шарнирное сочленение фирмы Hübner, Германия;
- тяговый электропривод производства ЭПРО, Россия (или MEDCOM, Польша);
- электрооборудование расположено на крыше;
- применение CAN-технологий;
- цветной ЖК-монитор большого формата на пульте водителя;
- пандус для пассажиров с ограниченной способностью к передвижению фирмы Hübner, Германия.

| Пассажировместимость, чел.          | 226                                              |
| Число мест для сидения              | 66                                               |
| Тяговые электродвигатели            | 4 х 105 кВт                                      |
| Высота пола над моторными тележками | 600 мм                                           |
| Высота пола в низкой части вагона   | 350 мм                                           |
| Габаритные размеры                  | 25400 х 3900×3900 мм                             |
| Максимальная скорость               | 100-120 км/ч (заявленная), 86 км/ч (фактическая) |

## Эксплуатация
По состоянию на октябрь 2018 года трамваи БКМ-84300М эксплуатируются следующими городами:

}

### Минск
Первый экземпляр модели БКМ-84300M серебристого цвета поступил в Минский трамвайный парк в начале 2009 года. Ему был присвоен парковый номер 157. В первый рейс по маршруту № 5 отправился 25 июня 2009 и до сентября 2009 года проходил опытную эксплуатацию.
В марте 2010 года в трамвайный парк Минска поступил второй экземпляр трамвая БКМ-84300М вишнёвого цвета, получивший номер 158. В первый рейс по маршруту № 1 он выехал 21 апреля 2010 года.
Третий экземпляр с бортовым номером 163 вышел на линию по маршруту № 1 25 мая 2011 года, четвёртый (№ 164) — 23 августа, а пятый (№ 165) — 23 декабря.
По состоянию на июнь 2019 года в Минске эксплуатируется 5 вагонов модели 84300М (№ 157, 158, 163, 164 и 165), выпуск на линию по будним дням в часы «пик» 3 единицы, все вагоны работают на маршрутах № 1 (1 вагон) и 11 (два вагона). С 2023 года вагоны модели 84300М также выходят на линию по выходным дням в дни проведения централизованных экзаменов с целью увеличения количества подвижного состава в связи с обязательным коллективным подвозом 11-классников к пункту сдачи ЦЭ на улице Якуба Коласа, 12 (8-й корпус БНТУ).

### Киев
В конце 2011 года в Киев для эксплуатации в системе скоростного трамвая поступил односторонний вагон с заводским номером 3, планировалось совместное производство с компанией Богдан, поэтому вагон чуть позже получил наименование Богдан TR843 и заводской номер 1. С 2013 года вагон простаивал по причине проблем с тележками. 9 октября 2015 года вагон поехал по маршруту № 3. 10 октября 2015 года он был представлен на трамвайном параде и совершил поездку с пассажирами до Подольского депо. А 11 октября 2015 года он был передан в Дарницкое депо. С 14 октября по 26 ноября 2015 года вагон работал с перерывами на запущенном специально под него маршруте № 5к, а затем вновь встал на простой из-за возобновления проблемы с тележкой. Номер 701 вагону присвоили в депо имени Шевченко. Вскоре проблемы с тележкой были исправлены, и 11 июня 2016 года вагон вышел на маршрут № 35. С 14 июня 2016 года работает по такой системе: будние дни — маршрут № 28, выпуск № 1, выходные дни — маршрут № 35, выпуск № 4.

### Санкт-Петербург
17 декабря 2012 года в Санкт-Петербург в трамвайный парк № 5 поступил первый вагон модели БКМ-84300М, где ему присвоили бортовой номер 5211. 28 декабря 2012 года в трамвайный парк № 5 поступил второй вагон модели БКМ-843, где ему присвоили бортовой номер 5212. 25 января 2013 года в трамвайный парк № 5 поступил третий вагон модели БКМ-843, где ему присвоили бортовой номер 5213.
Этими вагонами, вместе с поставкой также в конце 2012 года аналогичных усть-катавских вагонов КТМ-31, длившаяся многие десятилетия монополия ПТМЗ на поставку трамваев в парки Санкт-Петербурга была[значимость факта?] подорвана.
1 апреля 2024 года на улице Савушкина возле пересечения с улицей Покрышева сгорел трамвай БКМ-84300М с бортовым № 5213. Причиной возгорания было объявлено короткое замыкание.

### Казань
В марте 2012 года делегация Казани посетила ОАО «Белкоммунмаш» с целью изучения эксплуатационных характеристик и обсуждения возможных вариантов приобретения. Потребность города для использования на линии скоростного (ускоренного) трамвая первого этапа была оценена в 20 вагонов. В октябре стало известно о размещении заказа такой крупнейшей партии АКСМ-843 с поставкой в начале 2013 года в преддверии Летней Универсиады 2013. Лизингодателем выступило ЗАО «Сбербанк Лизинг», стоимость сделки составила 1,014 млрд руб.
15 апреля 2013 года в трамвайное депо Казани поступили первые 2 вагона из запланированных 20. Первый вагон вышел в рейс 7 мая 2013 г, второй был заявлен на 15—17 мая.
До начала Универсиады 6 июля поставляется 12 вагонов, остальные — по август. Вагонам начали присваивать номера с 1300. Вагоны имеют тёмно-рубиновый (бордово-вишнёвый) цвет.
По состоянию на 25 апреля 2014 года — поступили все 20 вагонов. В 2017 году по заказу Казани были произведены три трёхсекционных трамвая модели АКСМ-845, разработанные исходя из пожеланий казанского МУП «Метроэлектротранс», учитывая опыт работы с моделями 84300M и 62103. Вагоны с номерами 1400—1402 введены в эксплуатацию с пассажирами 25 января 2018 года.
5 октября 2018 года в депо сгорел полностью трамвай БКМ-84300М № 1303 из-за того, что вагоновожатый оставил включённым калорифер в салоне.
18 марта 2019 года на проспекте Ямашева сгорел трамвай модели БКМ-84300М № 1302. Причиной пожара был обрыв гидравлического шланга тормозной системы задней тележки, при утечке гидравлическая жидкость воспламенилась.
17 мая 2021 года из-за заводской ошибки в программном обеспечении CAN-модуля, трамвай № 1311 потерял управление и начал бесконтрольно ускоряться, далее врезавшись в трамвай 71-407-01. В результате ДТП у вагона повело кузов, были разрушены узлы сочленения и полностью уничтожена единственная исправная кабина, вагон был списан и утилизирован.

## Планы поставок в другие города

### Москва
Второй экземпляр трамвая АКСМ-84300M предполагалось отправить в марте 2010 года в Москву для опытной эксплуатации. Отправка не состоялась и в настоящее время вагон находится в Минске.

### Даугавпилс
Планировалось поставка к концу 2013 года 4-х вагонов в латвийский Даугавпилс, однако поставки были сорваны.